# کریستین برنسکی
کریستین برنسکی (به انگلیسی: Christine Baranski) (زاده ۲ مه ۱۹۵۲) بازیگر آمریکایی است.

## گزیده نقش‌آفرینی‌ها
- کرکرها
- نه و نیم هفته
- برگشتن بخت
- جنگ
- قفس پرنده
- بول‌ورث
- مقاصد بی‌رحمانه
- چگونه گرینچ کریسمس را دزدید
- شیکاگو
- گورو
- ماما میا!
- به‌سوی جنگل
- شکارچی جایزه‌بگیر
- سیمون میلر چه کسی است؟
- بوفینگر
- کریسمس مادرهای بد
- ماما میا! دوباره شروع کنیم
- تئوری بیگ بنگ (مجموعه تلویزیونی)
- همسر خوب (مجموعه تلویزیونی)
- کشمکش خوب
- بونویل
- زندگی با مایکی